# Isla Clarence
Die Clarence Insel (spanisch: Isla Clarence) ist eine Insel im Süden Chiles. Die Insel bildet einen Teil der Südküste der Magellanstraße. Sie ist Teil der Provinz Tierra del Fuego und der Gemeinde von Punta Arenas. Sie ist eine der die Meerenge bildenden Inseln. Durch den Canal Bárbara ist sie von der westlich gelegenen Isla Santa Inés getrennt.
Die Insel dehnt sich vom Canal Magdalena und dem Canal Cockburn bis zum Canal Bárabra aus und die komplette nördliche Küste ist geprägt durch weit in die Insel reichende Buchten.